# Олигономия
Олигономия — ситуация на рынке, когда рынок контролируется и несколькими продавцами и несколькими покупателями.
Целью большинства слияний было создание олигономий: они защищены от циклических колебаний, поскольку могут регулировать и затраты, и цены. Мелкие компании, работающие на таком рынке, могут выбирать одно из трёх: стать крупнее за счёт тех же слияний; обзавестись уникальной технологией и стать незаменимой; продавать товар напрямую через Интернет.
Консолидация идёт во всём мире и во всех отраслях. Значит, рано или поздно большинство компаний почувствуют, что олигономия дышит им в затылок. От того, как они поведут себя в такой ситуации, зависит их выживание.